# Gare de Gadagne
Pour les articles homonymes, voir Gadagne.
La gare de Gadagne est une gare ferroviaire française de la ligne d'Avignon à Miramas, située sur le territoire de la commune de Châteauneuf-de-Gadagne dans le département de Vaucluse, en région Provence-Alpes-Côte d'Azur.
Elle est mise en service en 1868 par la Compagnie des chemins de fer de Paris à Lyon et à la Méditerranée (PLM). C'est une halte de la Société nationale des chemins de fer français (SNCF) du réseau TER PACA desservie par des trains régionaux.

## Situation ferroviaire
Établie à 48 mètres d'altitude, la gare du Gadagne est située au point kilométrique (PK) 15,410 de la ligne d'Avignon à Miramas entre les gares de Saint-Saturnin-d'Avignon et du Thor. 

## Histoire
Avant l'arrivée du chemin de fer, la municipalité négocie avec la Compagnie des chemins de fer de Paris à Lyon et à la Méditerranée (PLM), notamment pour les frais d'amélioration de la voirie menant à la gare.
La « gare de Gadagne » est mise en service le 29 décembre 1868 par la Compagnie des chemins de fer de Paris à Lyon et à la Méditerranée (PLM), lorsqu'elle ouvre à l'exploitation « l'embranchement d'Avignon à Cavaillon ». Elle est ouverte aux services grande et petite vitesse et des billets d'aller et retour à prix réduit, pour Avignon, sont proposés tous les jours aux voyageurs. Le nom de la station ne prend qu'une partie de celui de la commune, la suppression de « Châteauneuf » serait due aux complications d'un nom trop long pour « l'impression des billets et des étiquettes de colis ».
La « gare de Gadagne » figure dans la nomenclature 1911 des gares, stations et haltes, de la Compagnie des chemins de fer de Paris à Lyon et à la Méditerranée. Elle porte le no 10 de la ligne d'Avignon à Miramas, par Salon. C'est une gare, pouvant expédier et recevoir des dépêches privées, qui dispose des services complets, de la grande vitesse (GV) et de la petite vitesse (PV), « à l'exclusion des chevaux chargé dans des wagons-écuries s'ouvrant en bout et des voitures à 4 roues à deux fonds et à deux banquettes dans l'intérieur, omnibus, diligences, etc. » et du service complet de la petite vitesse (PV).
Durant la période 1880-1881, la gare a été « complètement restaurée et modifiée en partie ».

## Service des voyageurs

### Accueil
Halte SNCF, c'est un point d'arrêt non géré (PANG) à accès libre. L'accès au train n'est pas possible pour les voyageurs à mobilité réduite en raison du grand écart entre le quai et la marche pied du train. 
La traversée des voies pour le passage d'un quai à l'autre s'effectue par un passage planchéié (voir photographie).

### Desserte
Gadagne, est une halte régionale du réseau TER PACA, elle est desservie par des trains de la relation de Avignon-Centre à Marseille-Saint-Charles, ou Miramas

### Intermodalité
Le parking de véhicules est possible à proximité de l'entrée de la halte.